# Брэйди, Конор
Конор Брэйди (англ. Conor Brady) был редактором The Irish Times в течение 16 лет с 1986 до 2002 года, а до этого был редактором Sunday Tribune. Во время его пребывания в должности редактора The Irish Times тираж газеты вырос с 80 000 до 120 000 экземпляров.

## Биография
Брэйди учился в Цистерцианском колледже в Роскри, в г. Типперери и Дублинском университетском колледже, где он был редактором газеты.
До 2002 г. он считался лучшим редактором, но его репутация пострадала из-за финансовых проблем. В 2002 году его заменила Джеральдин Кеннеди, первая женщина-редактор ежедневной ирландской газеты. Его книга о карьере «Выше с The Times» была опубликована в октябре 2005 года.
Ирландский министр юстиции, равенства и правовых реформ, Майкл Макдауэлл, в декабре 2005 года объявил, что правительство номинировало Брэйди как члена новой комиссии по контролю над работой национальной полиции Garda Siochana. В функции комиссии входит расследование жалоб на действия представителей Garda Siochana, разбирательство случаев совершения полицейскими противоправных действий даже при отсутствии жалоб, сбор и анализ сведений о действиях Garda Siochana, чтобы сократить количество относящихся к ней жалоб.
Министр сказал о том, что он надеется, что новая комиссия Уполномоченного по контролю над работой правоохранительных органов начнет свою деятельность в течение 12 месяцев.
В качестве приглашённого профессора Брэйди также читает лекции в колледже уголовного права Джона Джея Городского университета г. Нью-Йорка; преподаёт в Высшей школе бизнеса им. Майкла Смёрфита Ирландского университетского колледжа в Дублине. Он председатель Британско-ирландской ассоциации и член комитета ЮНЕСКО по международной свободе печати.